# 에드워드 클리마
에드워드 클리마(Edward Klima, 1931년 6월 21일 ~ 2008년 9월 25일)는 수화를 연구한 것으로 잘 알려져 있는 언어학자이다.
클리마의 노고는 노엄 촘스키의 생물학적 기초의 언어학의 혁명 이론에 큰 영향을 받았으며 이를 수화에 적용하였다.